# Conon (cràter)

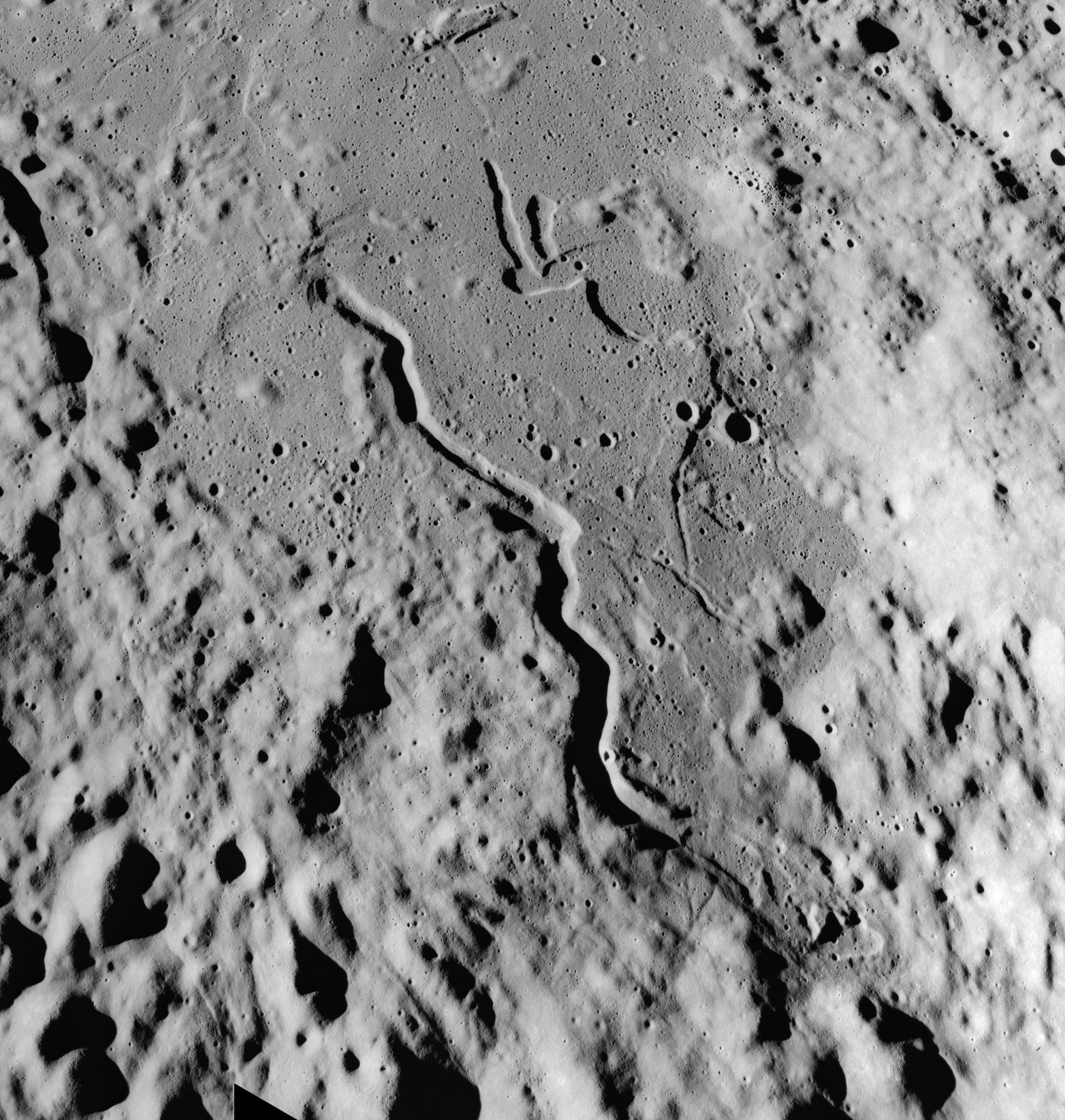
Vista obliqua de la Rima Conon des de l'Apol·lo 17

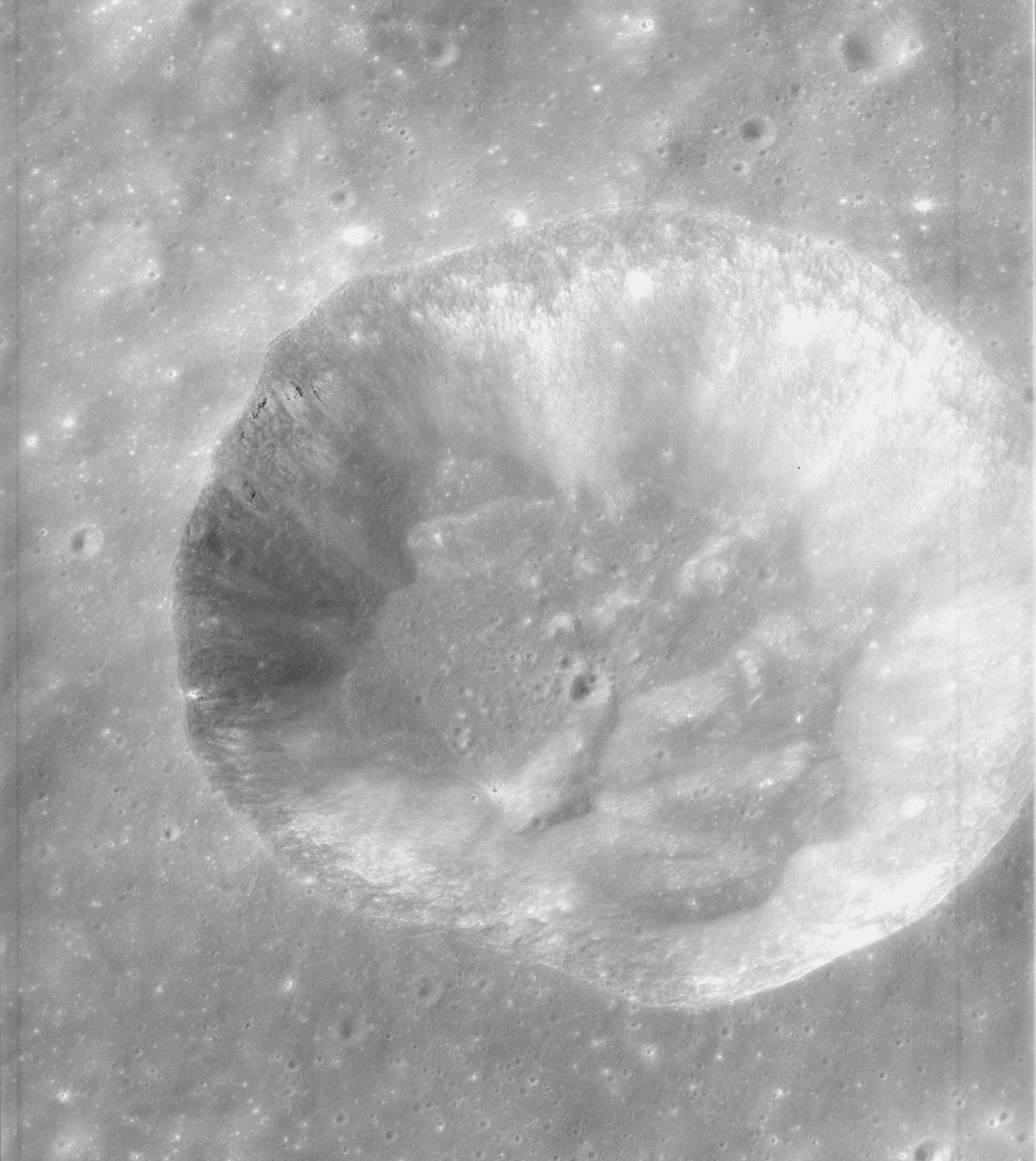
Fotografia de la missió Apol·lo 15

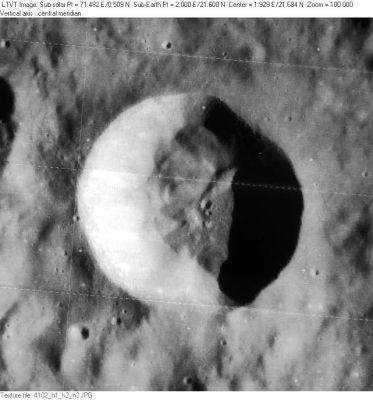
Fotografia de la missió Lunar Orbiter 4

Conon és un petit però important cràter d'impacte lunar que es troba en els contraforts orientals de la serralada dels Montes Apenninus. Just a l'oest de Conon apareix el Mons Bradley. La relació de cràters més propers inclou a Galen, uns 70 km a l'est, i Arat, a la mateixa distància cap al nord-est.
La vora de Conon està clarament definida i no ha estat erosionada significativament per impactes posteriors. La paret interior, d'amplària variable, fa que el sòl interior presente una forma oval irregular. Aquesta irregularitat pot ser deguda a la superfície rugosa i desigual en la qual es va formar el cràter. El sòl del cràter és consistent, però manca d'una prominència central.

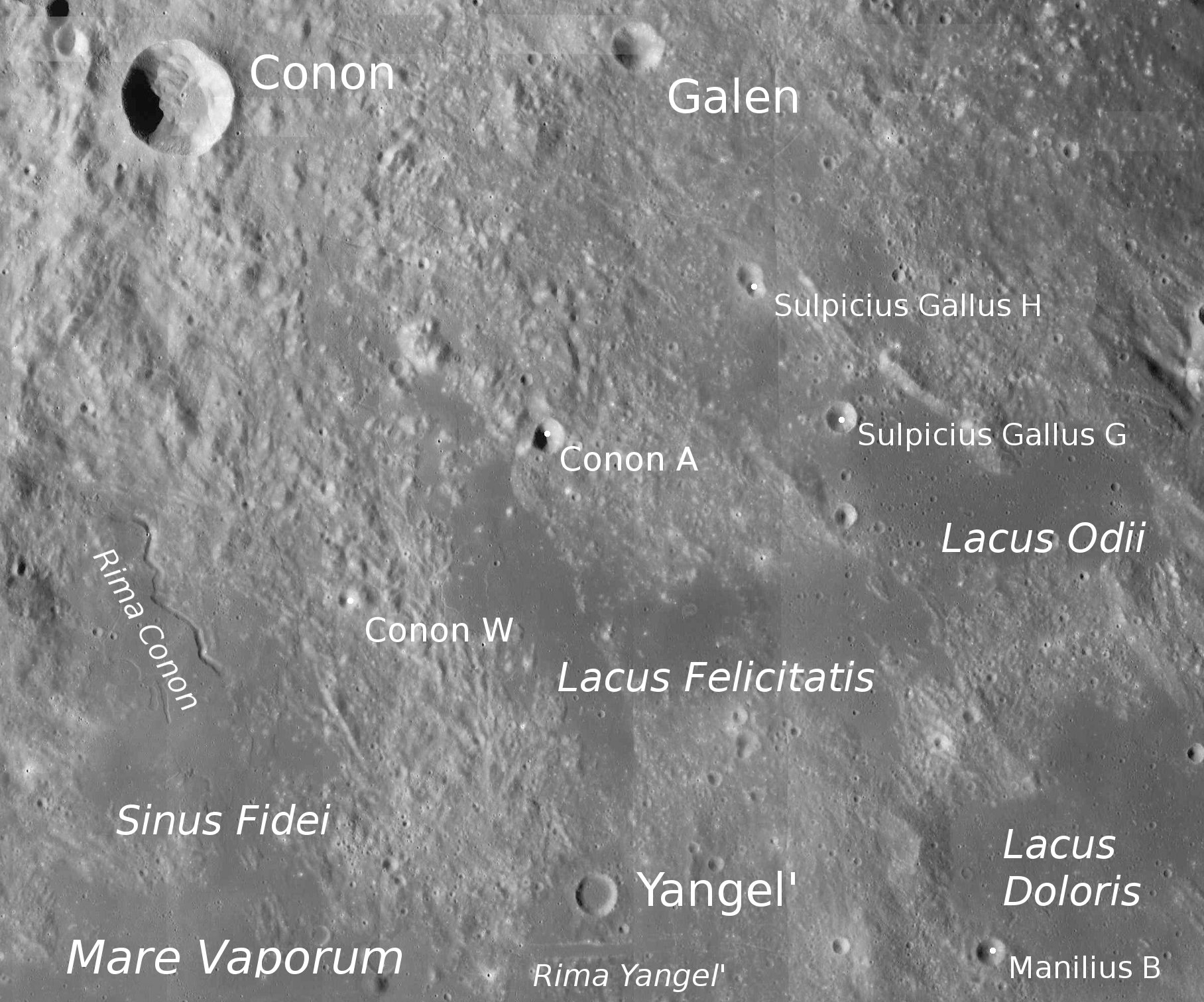
Fotografia de la missió Lunar Reconnaissance Orbiter Conon, a dalt a l'esquerra

Al sud del Sinus Fidei se situa una rima sinuosa que segueix un curs cap al sud-sud-est. Aquest canal lunar es denomina Rima Conon, que porta el mateix nom del cràter.
El cràter es diu així per l'astrònom Conó de Samos (sobre el 250 AC).

## Cràters satèl·lit
Per convenció aquests elements són identificats en els mapes lunars posant la lletra en el costat del punt central del cràter que està més prop de Conon.
|       | \| Conon \| Coordenades \| Diàmetre \| \| ----- \| ---------------------------------- \| -------- \| \| A \| 19° 42′ N, 4° 30′ E / 19.7°N,4.5°E \| 7 km \| \| W \| 18° 42′ N, 3° 00′ E / 18.7°N,3.0°E \| 4 km \| \| Y \| 22° 18′ N, 1° 54′ E / 22.3°N,1.9°E \| 4 km \| |          |
| Conon | Coordenades | Diàmetre |
| A     | 19° 42′ N, 4° 30′ E / 19.7°N,4.5°E | 7 km     |
| W     | 18° 42′ N, 3° 00′ E / 18.7°N,3.0°E | 4 km     |
| Y     | 22° 18′ N, 1° 54′ E / 22.3°N,1.9°E | 4 km     |